# 阿皮纳克
阿皮纳克（法語：Apinac，法語發音：[apinak]）是法国卢瓦尔省的一个市镇，位于该省西南部，属于蒙布里松区。

## 地理
阿皮纳克（45°22'51"N, 3°59'46"E）面积15.35 平方千米，位于法国奥弗涅-罗讷-阿尔卑斯大区卢瓦尔省，该省份为法国中南部省份，北起顺时针与索恩-卢瓦尔省、罗讷省、伊泽尔省、阿尔代什省、上盧瓦爾省、多姆山省和阿列省接壤。
与阿皮纳克接壤的市镇（或旧市镇、城区）包括：福雷地区于松、圣帕勒德沙朗孔、埃斯蒂瓦雷耶、梅尔勒-莱涅克。

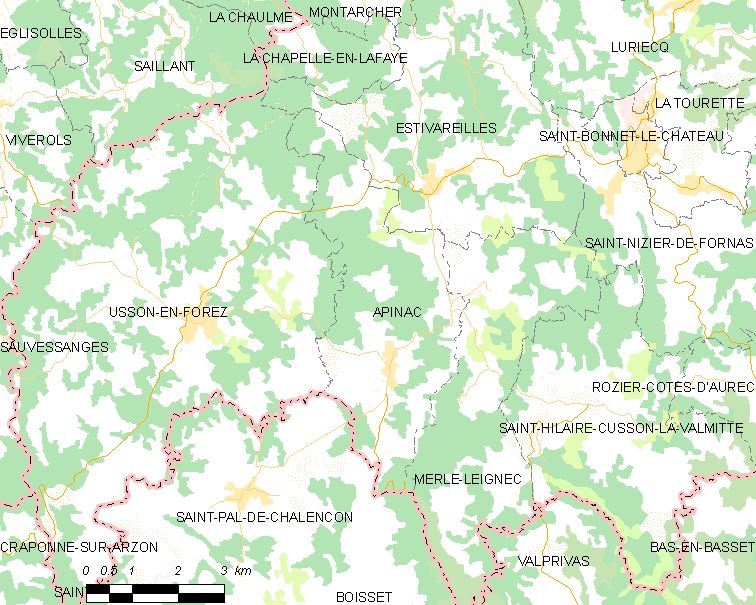
阿皮纳克的OSM定位图

阿皮纳克的时区为UTC+01:00、UTC+02:00（夏令时）。

## 行政
阿皮纳克的邮政编码为42550，INSEE市镇编码为42006。

## 政治
阿皮纳克所属的省级选区为圣瑞斯特-圣朗贝尔县。

## 人口

1962-2008年间阿皮纳克人口变化图示

阿皮纳克于2022年1月1日时的人口数量为424人。